# سماشبرغر
سماشبرغر سلسلة مطاعم أمريكية للوجبات السريعة بدأت في عام 2007.